# Les Monts-d’Andaine
Les Monts-d’Andaine – gmina we Francji, w regionie Normandia, w departamencie Orne. W 2013 roku liczba ludności wynosiła 1771 mieszkańców.
Gmina została utworzona 1 stycznia 2016 roku z połączenia dwóch ówczesnych gmin: Saint-Maurice-du-Désert oraz La Sauvagère. Siedzibą gminy została miejscowość La Sauvagère.